# Teatro Massimo Vittorio Emanuele
Pour les articles homonymes, voir Teatro Massimo.

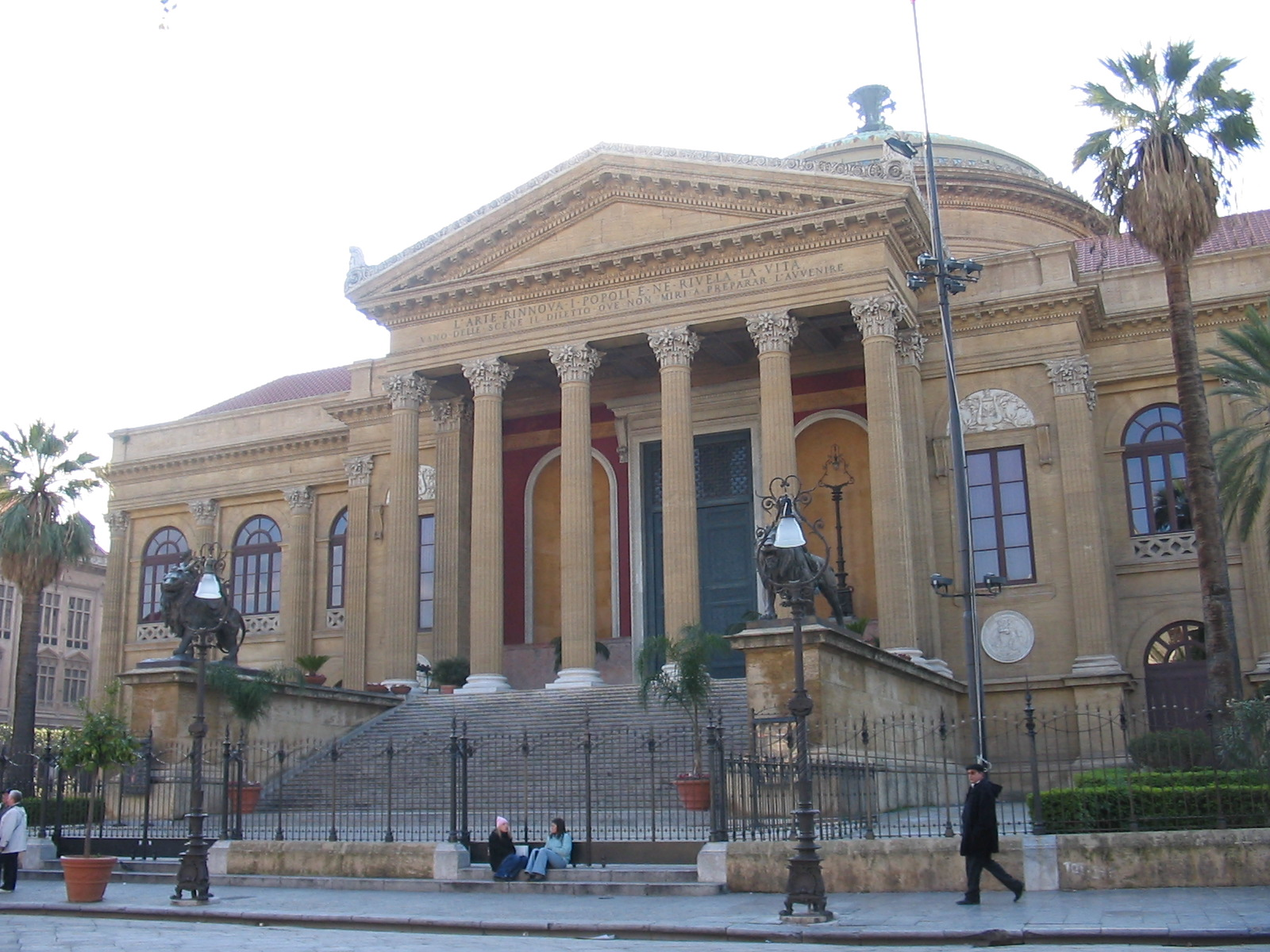
Le grand escalier du théâtre.

Le Teatro Massimo Vittorio Emanuele (litt. en français : « Grand Théâtre Victor-Emmanuel ») est un opéra de Palerme en Sicile, la plus vaste maison d'opéra d'Italie devant La Fenice, le Teatro Regio[Lequel ?], l'Opéra de Rome, et un des plus grands d'Europe de cette époque, devant par exemple le Staatsoper de Vienne.
Des salles de représentation, de réception, des galeries et des escaliers monumentaux entourent le théâtre proprement dit, construit entre 1875 et 1891, qui peut accueillir 1 640 spectateurs et la scène peut réunir 700 acteurs.

## Histoire

### Construction et inauguration
Palerme souhaite depuis la fin du XVIIIe siècle construire un grand théâtre municipal pour égaler ses rivales Messine et Catane. Après l'unification, les municipalités modérées de Palerme cherchent à faire aboutir le projet d'un opéra en même temps que l'édification d'un grand théâtre populaire, le Politeama. L'administration Rudinì lance un concours auquel 35 concurrents répondent au concours international. Gottfried Semper préside le jury qui choisit le projet de Giovan Battista Filippo Basile, adopté par le conseil municipal en octobre 1874 dirigé par Emanuele Notarbartolo alors que Francesco Paolo Perez et les régionalistes soutiennent le projet de Damiani Almeyda.
Le théâtre est construit à l'emplacement des anciens monastères des Stigmates et de San Giuliano détruits malgré l'opposition des catholiques qui souhaitent que ces lieux disparus laissent place à des hospices ou et des orphelinats. 
Prévus pour durer quatre à cinq ans, les travaux prennent plus de 20 ans. Pendant cette période, les représentations d'opéra dont le nombre se réduit, se tiennent au Politeama et au Cirque, théâtre construit en 1872 dans le jardin du couvent des Pères Dominicains. 
Si le coût des travaux est initialement évalué à 3 millions de lires, il s'élève finalement à 7 millions, comme pour le Politeama qui coûtera 2,5 millions de lires au lieu des 600 000 prévus, engageant ainsi fortement les finances de la municipalité pendant plusieurs années. 
À son inauguration en 1897, en raison de sa dimension (plus de 7 700 m2), il suscita la perplexité y compris royale : le roi Humbert Ier d'Italie déclara : « Palerme avait-elle besoin d'un théâtre aussi grand ? ». Les travaux avaient commencé en 1875 sous la supervision de l'architecte Giovan Battista Filippo Basile, et furent terminés par son fils Ernesto Basile, qui en 1891, avait remplacé son père décédé.
L'inauguration en 1897 avec Falstaff de Verdi attire la haute société européenne. Le Massimo devient un lieu de mondanité, le rang occupé dépendant de sa classe sociale : « la haute société palermitaine, qui occupait la deuxième rangée de loges, y compris la loge du proscenium et les trois suivantes réservées aux membres du Circolo Bellini ; la classe moyenne supérieure des grands avocats, industriels et grands commerçants, qui ne trouvaient pas de place dans la deuxième rangée et devaient se contenter de la troisième ; et la classe moyenne des militaires, fonctionnaires d'État et municipaux, à qui la première rangée était réservée. Au cinquième rang se trouvaient les familles aristocratiques en deuil et la noblesse décadente et sans le sou, qui préféraient cette destination moins chère aux mépris des premier, troisième et quatrième rangs, ce dernier étant le plus abhorré, presque à égalité avec la galerie (sixième rang) et les stalles, parce qu'il accueillait tous ceux qui ne pouvaient pas trouver de place dans les autres rangs ».
Le riche entrepreneur Ignazio Florio s'occupe la gestion du Teatro Massimo jusqu'en 1919, puis entre 1923-1926, qui essuie de lourdes pertes financières considérables, les frais des spectacles n'étant pas suffisamment couvert par la participation des spectateurs. 

### Réouverture
Le 12 mai 1997, le théâtre est rouvert après 23 ans de fermeture, symbolisant une renaissance de Palerme à travers une politique culturelle portée par la municipalité de Leoluca Orlando. La direction de la politique culturelle du Teatro Massimo est assumée alors par l'adjoint à la culture de Palerme, Francesco Giambrone.
En 2001, le théâtre a été visité par environ 100 000 personnes, ce qui en fait un des monuments les plus visités à Palerme.
Il sert de décor à la grande scène finale du film Le Parrain 3.

## Vues

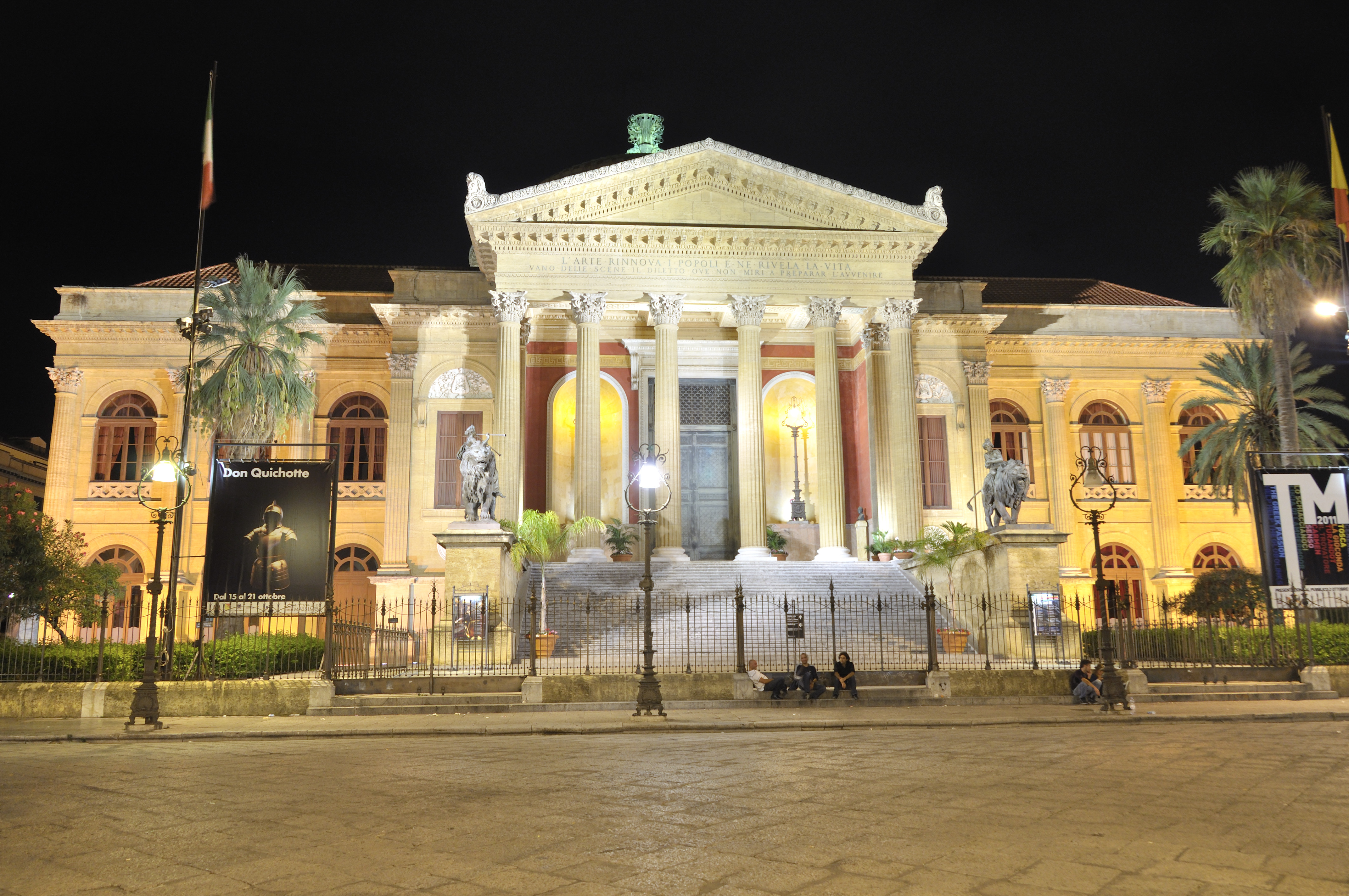
Vue de nuit
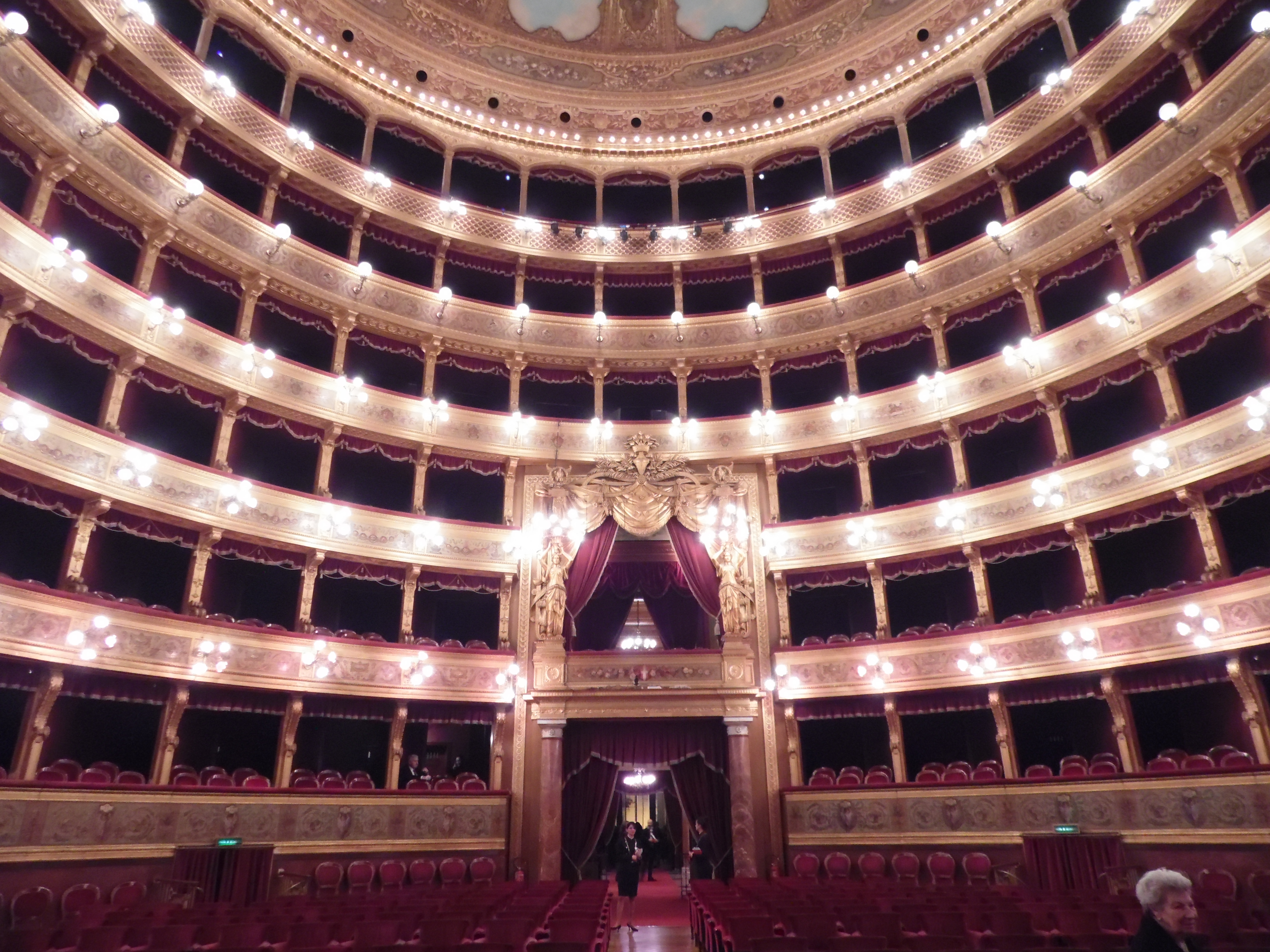
Intérieur du théâtre
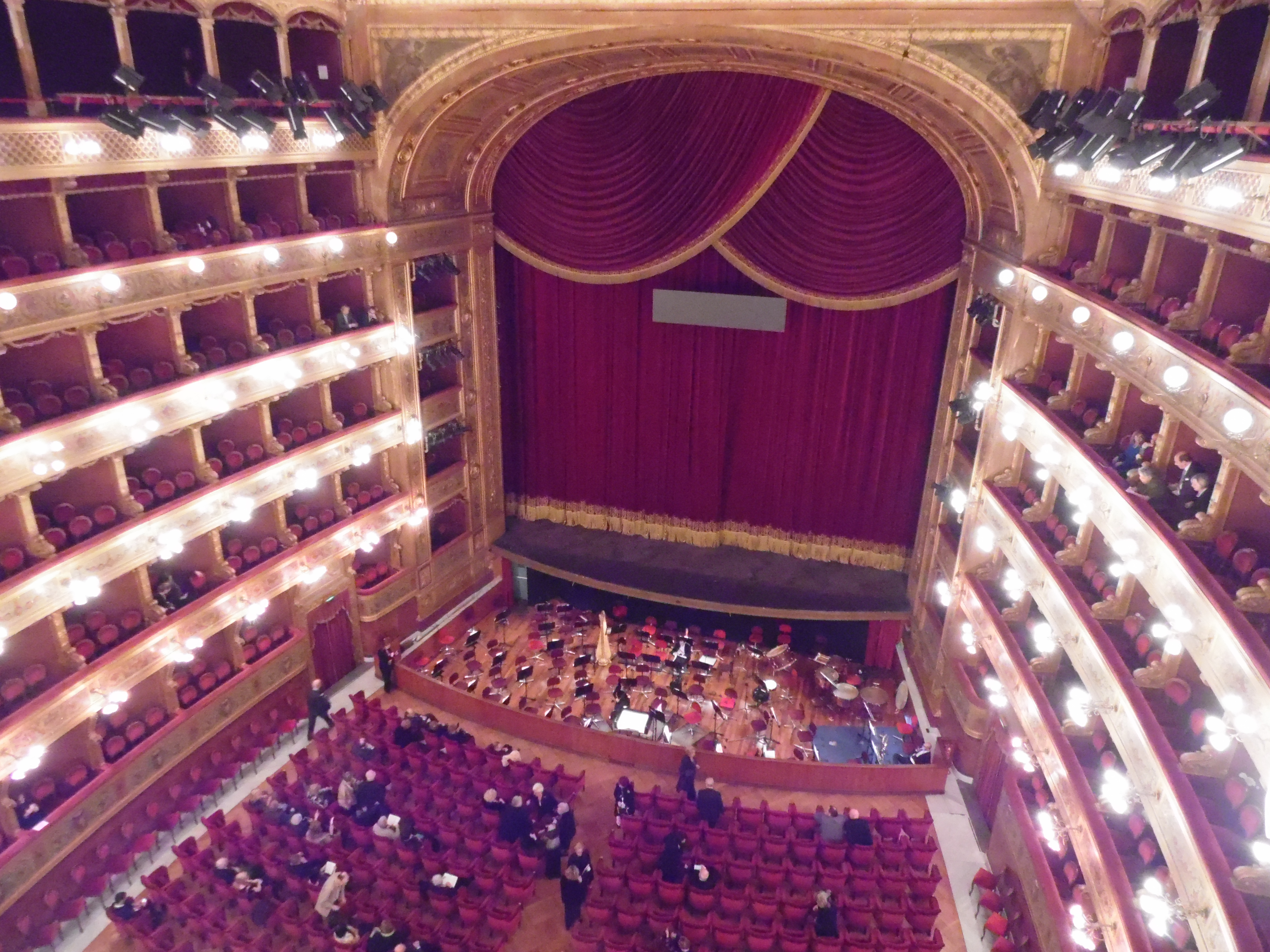
Grande salle
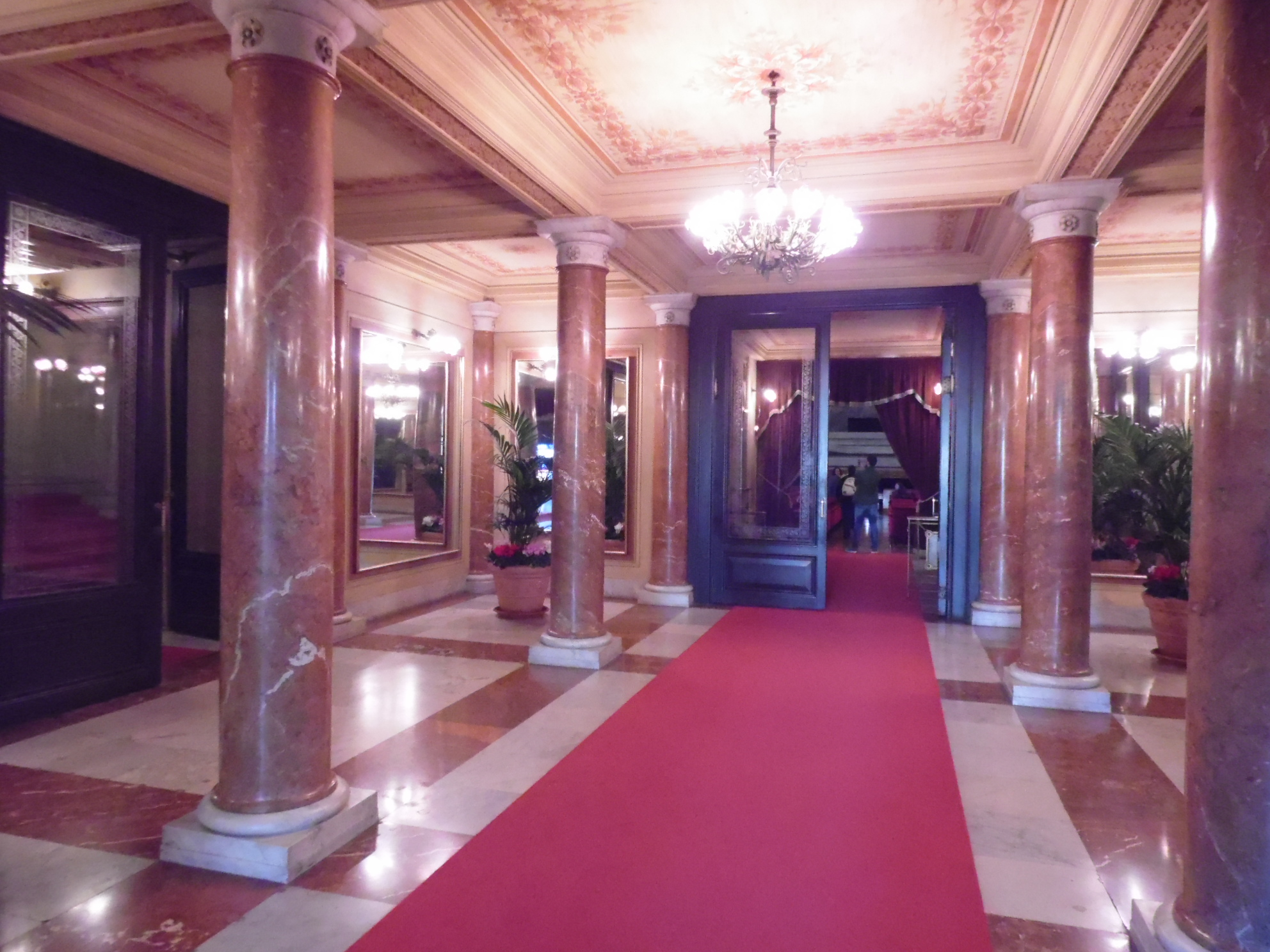
Hall d'entrée
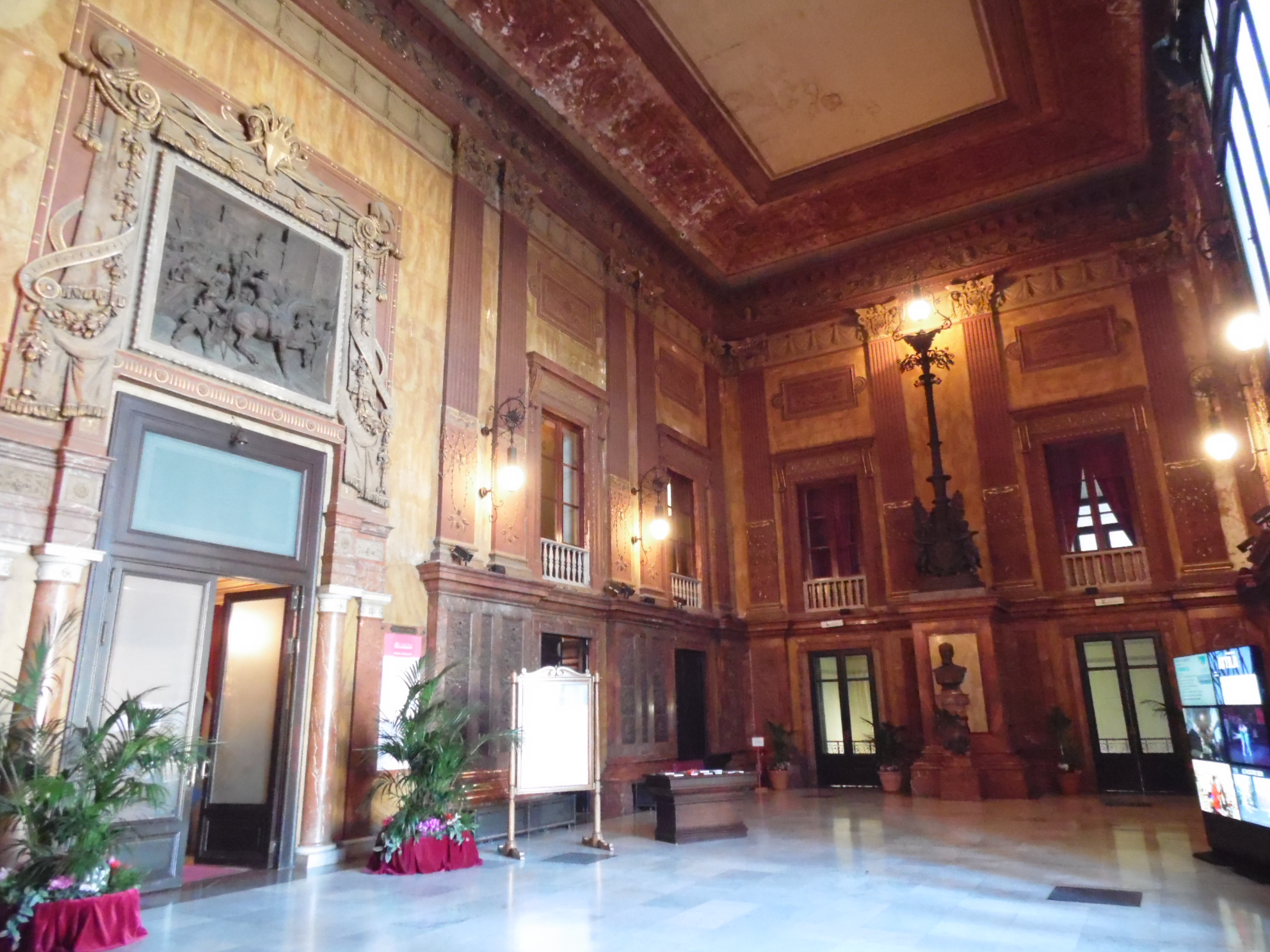
Le foyer
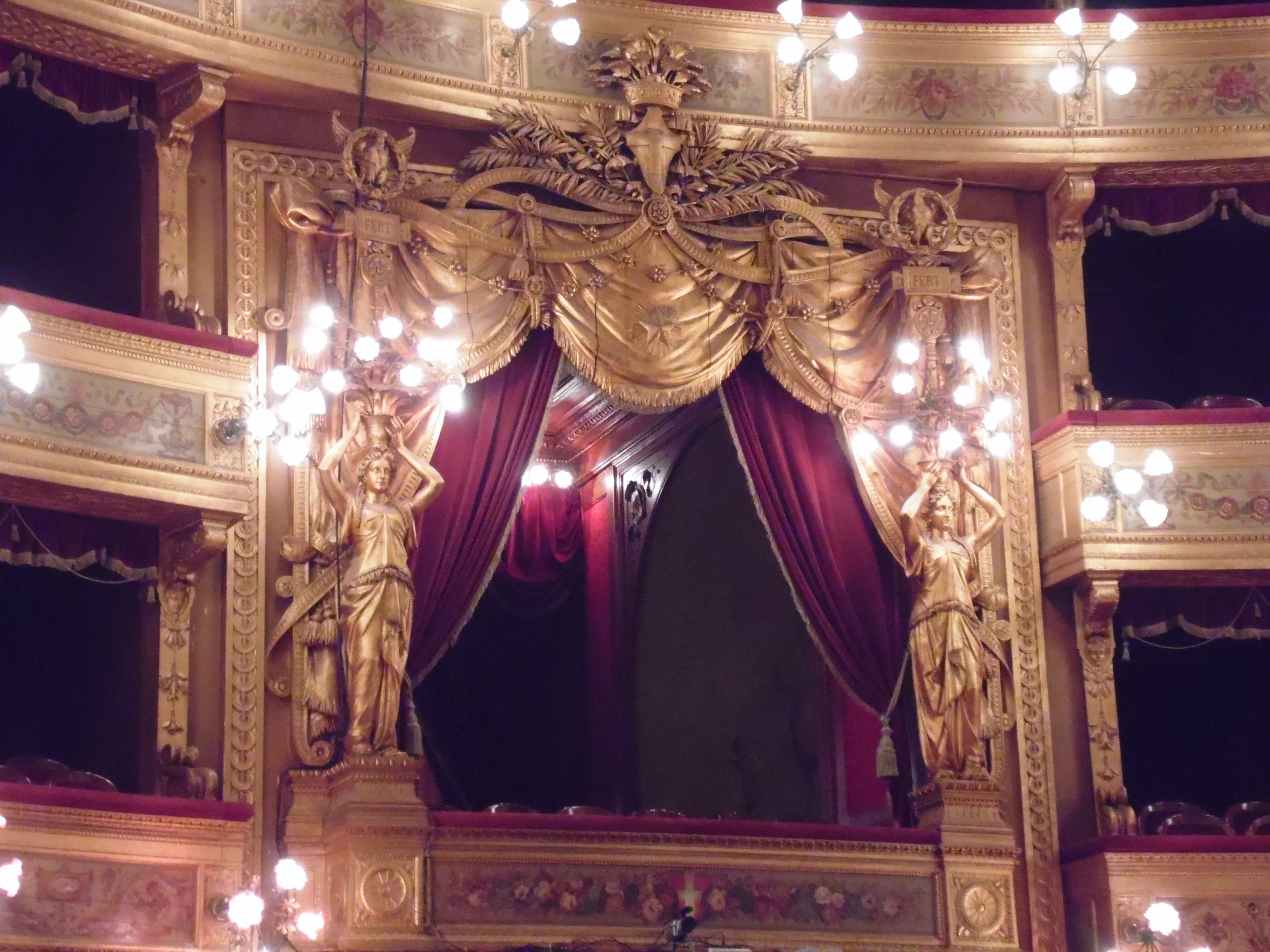
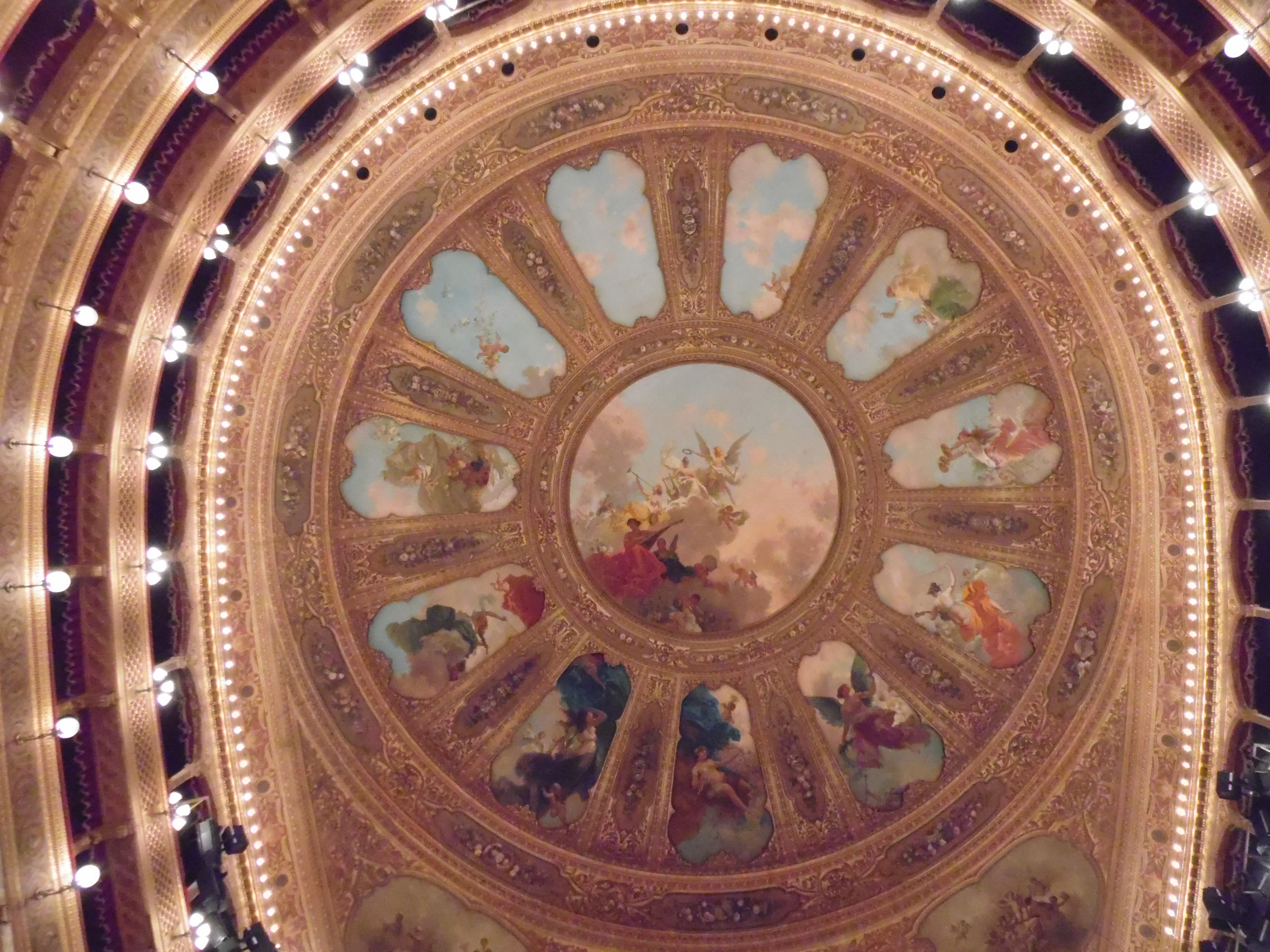
Décor de la coupole